# Phytobia californica
Phytobia californica är en tvåvingeart som beskrevs av Spencer 1981. Phytobia californica ingår i släktet Phytobia och familjen minerarflugor.
Artens utbredningsområde är Kalifornien. Inga underarter finns listade i Catalogue of Life.